# Tài nguyên thiên nhiên của Việt Nam
Tài nguyên thiên nhiên của Việt Nam là những tài nguyên thiên nhiên (tài nguyên môi trường) thuộc về Việt Nam, nằm trong lãnh thổ Việt Nam (bao gồm vùng đất, vùng trời, vùng biển Việt Nam). Tài nguyên thiên nhiên Việt Nam phong phú và có nhiều tiềm năng để khai thác, sử dụng như tài nguyên khí hậu, tài nguyên đất, tài nguyên khoáng sản, tài nguyên nước, tài nguyên rừng, tài nguyên biển và đa dạng sinh học (tài nguyên rừng Việt Nam, hệ thực vật Việt Nam, hệ động vật Việt Nam). Việt Nam là đất nước có đường bờ biển dài 3.260 km, hàng triệu km² thềm lục địa, hàng ngàn con sông, với rất nhiều sản vật, diện tích núi rừng chiếm đến 40% với những cánh rừng nguyên sinh, hệ động vật và thực vật vô cùng phong phú, nguồn tài nguyên khoáng sản cũng phong phú, nhiều chủng loại, trải dài từ Bắc chí Nam. Việt Nam có tiềm năng phát triển các nguồn năng lượng tái tạo sẵn có gồm thủy điện quy mô nhỏ, năng lượng gió, năng lượng sinh khối, năng lượng khí sinh học, nhiên liệu sinh học, năng lượng từ nguồn rác thải sinh hoạt, năng lượng mặt trời, và năng lượng địa nhiệt.
Với nguồn tài nguyên thiên nhiên phong phú đa dạng, Việt Nam có đầy đủ điều kiện để thúc đẩy tăng trưởng kinh tế. Nhưng trên thực tế, việc khai thác tài nguyên của Việt Nam hiện còn nhiều bất cập, tình trạng sử dụng đất tăng mạnh, tài nguyên nước ngày càng bị lạm dụng, rừng tự nhiên bị khai thác lấy gỗ, tàn phá rừng nghiêm trọng, trữ lượng cá cho hoạt động đánh bắt bị cạn kiệt và tài nguyên khoáng sản ngày càng bị khai thác ồ ạt. Nguồn tài nguyên thiên nhiên của Việt Nam hiện nay đang bị thu hẹp cả về số lượng và chất lượng, đồng thời gia tăng ô nhiễm nguồn nước, ô nhiễm không khí đô thị, kiệt quệ tài nguyên thiên nhiên. Chính sự suy yếu các nguồn tài nguyên đã đe dọa sự tăng trưởng kinh tế của Việt Nam, nghiêm trọng nhất là các vấn đề ô nhiễm tại các thành phố lớn do việc quản lý và khai thác tài nguyên thiên nhiên chưa hợp lý và còn lãng phí tài nguyên thiên nhiên.
Hiện trạng tài nguyên thiên nhiên ở Việt Nam đang diễn ra theo chiều hướng tiêu cực, nguồn tài nguyên thiên nhiên của Việt Nam hiện nay đang bị thu hẹp cả về số lượng và chất lượng. Nguyên nhân chính dẫn tới thực trạng hiện này đó chính là do hoạt động khai thác bừa bãi, cùng với việc sử dụng tài nguyên lãng phí, và do công tác quản lý yếu kém, tham nhũng, lợi ích nhóm của các cấp chính quyền từ Trung ương đến địa phương. Tài nguyên rừng đang bị thu hẹp theo từng ngày, diện tích rừng tự nhiên che phủ giảm dần do khai thác chặt phá trái phép, đất rừng bị chuyển qua đất nông công nghiệp, các loài sinh vật quý hiếm đứng trước nguy cơ tuyệt chủng rất cao (ở Việt Nam có khoảng 100 loài thực vật và gần 100 loài động vật đang đứng trước nguy cơ tuyệt chủng). Tình trạng ô nhiễm nguồn nước là vấn đề nghiêm trọng nhất đối với tài nguyên nước. Tài nguyên khoáng sản đang cạn kiệt do việc khai thác quá mức và sử dụng lãng phí. Tài nguyên đất thì bị thu hẹp, bị nhiễm mặn, bạc màu, bị sa mạc hóa ngày một tăng. Các thế hệ tương lai của Việt Nam sẽ phải gánh chịu nhiều hậu quả do tài nguyên khoáng sản bị cạn kiệt.

## Các loại tài nguyên

### Đất đai
Việt Nam có hơn 39 triệu ha đất tự nhiên. Thống kê cho thấy, đến ngày 31 tháng 12 năm 2017, Việt Nam có 33.123,6 nghìn ha, diện tích đất đã được sử dụng vào các mục đích chiếm hơn 93% tổng diện tích tự nhiên. Trong đó, nhóm đất sản xuất nông nghiệp là 11508,0 nghìn ha (chiếm 34,74% tổng diện tích tự nhiên), đất lâm nghiệp 14910,5 nghìn ha (chiếm 45,01% tổng diện tích tự nhiên), đất chuyên dùng là 1875,3 nghìn ha (chiếm 5,66% tổng diện tích đất tự nhiên) và 714,9 nghìn ha đất ở. Vị trí và địa hình làm cho thổ nhưỡng Việt Nam có tính chất đặc trưng của vùng nhiệt đới ẩm và cũng rất đa dạng và phân hóa rõ rệt từ vùng đồng bằng lên núi cao, từ Bắc chí Nam và cả từ Ðông sang Tây. Các nhóm đất bao gồm: Cồn cát và các loại cát ven biển. Đất mặn, đất phèn, đất phù sa. Đất lầy và than bùn, đất xám bạc màu, đất đỏ và xám nâu vùng bán khô hạn, đất đen, đất đỏ vàng, đất mùn vàng đỏ trên núi. Đất mùn trên núi cao, đất thung lũng do sản phẩm dốc tụ, đất xói mòn trơ sỏi đá và các loại đất khác.